# Benito Perojo
Benito Perojo, né le 14 juin 1894 à Madrid (Espagne), où il est mort le 11 novembre 1974, est un réalisateur, scénariste, acteur et producteur espagnol.

## Biographie
Benito Perojo est le fils du journaliste et homme politique d'origine cubaine José del Perojo. Il fait de vagues études en Angleterre, et apparait comme acteur dans quelques courts-métrages en 1913. A Paris en 1916 il réalise quelques films, avant de revenir en Espagne en 1926 pour y tourner des films sans ambition. Il se rend aux États-Unis en 1930 pour tourner des versions espagnoles de films de la Paramount, puis revient en Espagne en 1932. Pendant la guerre civile il choisit le camp fasciste, et tourne en Italie et en Allemagne nazie quelques films sans intérêt notable. En 1942 un de ses films intitulé Marianela (ca) est récompensé à la Mostra de Venise. Il part alors en Argentine et y reste jusqu'en 1948, avant de fonder sa propre maison de production en Espagne.

## Filmographie

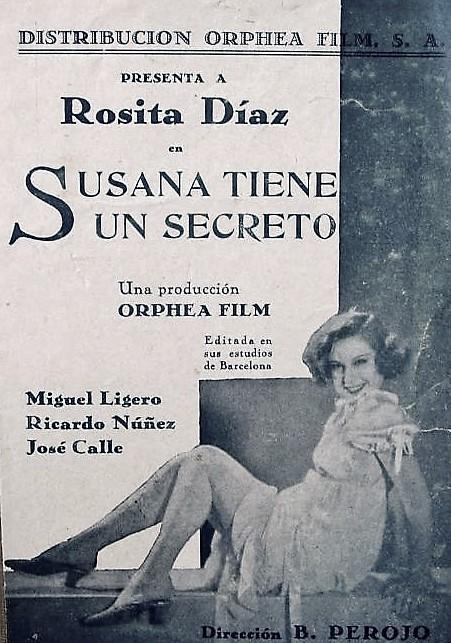
Susana tiene un secreto (1933).

### Réalisateur
- 1913 : Fulano de tal se enamora de Manón[2].
- 1914 : Hombre o mujer ou Amigo y esposa[2]
- 1916 : Muñecos
- 1925 : La Malchanceuse (La sin ventura), coréalisé avec Émile-Bernard Donatien
- 1926 : Grand Gosse (El marino español ou Boy)
- 1926 : Malvaloca (es)
- 1927 : Le Danseur de jazz (El negro que tenía el alma blanca)
- 1928 : La Comtesse Marie (La condesa María)
- 1928 : Corazones sin rumbo (coréalisé avec Gustav Ucicky)
- 1930 : Un hombre de suerte (es)
- 1930 : La Bodega (La bodega)
- 1931 : L'Ensorcellement de Séville (El embrujo de Sevilla)
- 1932 : C'est mon homme (Es mi hombre)
- 1932 : Niebla
- 1933 : Un prisonnier s'est échappé (Se ha fugado un preso)
- 1933 : Susana tiene un secreto (es)
- 1934 : Crise mondiale (es) (Crisis mundial)
- 1934 : Le Nègre qui avait l'âme blanche (es) (El negro que tenía el alma blanca)
- 1935 : La Fête de la colombe (es) (La verbena de la Paloma)
- 1935 : En route pour le Caire (es) (Rumbo al Cairo)
- 1938 : La Belle de Triana (es) (Suspiros de España)
- 1938 : Le Barbier de Séville (es) (El barbero de Sevilla)
- 1938 : Madrid-Paris (es) (Mariquilla Terremoto)
- 1939 : Los hijos de la noche (es) (I figli della notte), coréalisé avec Aldo Vergano
- 1940 : La última falla (it)
- 1940 : Marianela (ca)
- 1941 : Héroe a la fuerza
- 1942 : Goyescas (es)
- 1944 : La P'tite Femme du Moulin-Rouge (es) (La casta Susana)
- 1946 : La Perle de Cadix (es) (La maja de los cantares)
- 1947 : Dolores, la femme errante (La copla de la Dolores)
- 1948 : ¡Olé torero!
- 1948 : La hostería del caballito blanco (es)
- 1948 : La novia de la Marina (es)
- 1949 : Yo no soy la Mata-Hari (en)